# 不思議の国のアリス (1903年の映画)
『不思議の国のアリス』（原題：Alice in Wonderland）は、1903年のイギリス映画である。ルイス・キャロルの『不思議の国のアリス』の映画化である。
現存するフィルムはほとんどない。1966年版のDVDに特典映像として収録されている。日本では、1915年版とともに2009年DVD化。
現在は世界中で著作権が失効しているので、動画サイト等で観覧できる。

## キャスト
- メイ・クラーク（英語版）：アリス
- セシル・M・ヘプワース：カエル
- スタンリー・フェイスフル：トランプ
- ジェフリー・フェイスフル：トランプ
- ヘプワース夫人：白ウサギ、女王
- ノーマン・ウィッテン（英語版）：魚、帽子屋

## 製作
本作にはアリスがドールハウスで縮んだり大きくなる場面で特殊効果が使われている。